# Wilhelm Schickard
Wilhelm Schickard (Herrenberg, 1592. április 22. – Tübingen, 1635. október 23.) német matematikus, hebraista, az első mechanikus számológép megalkotója.
Nevét a Schickhart, Schickhard, Schickart, Schickardt változatokban és az abból latinizált alakokban is használta.

## Élete

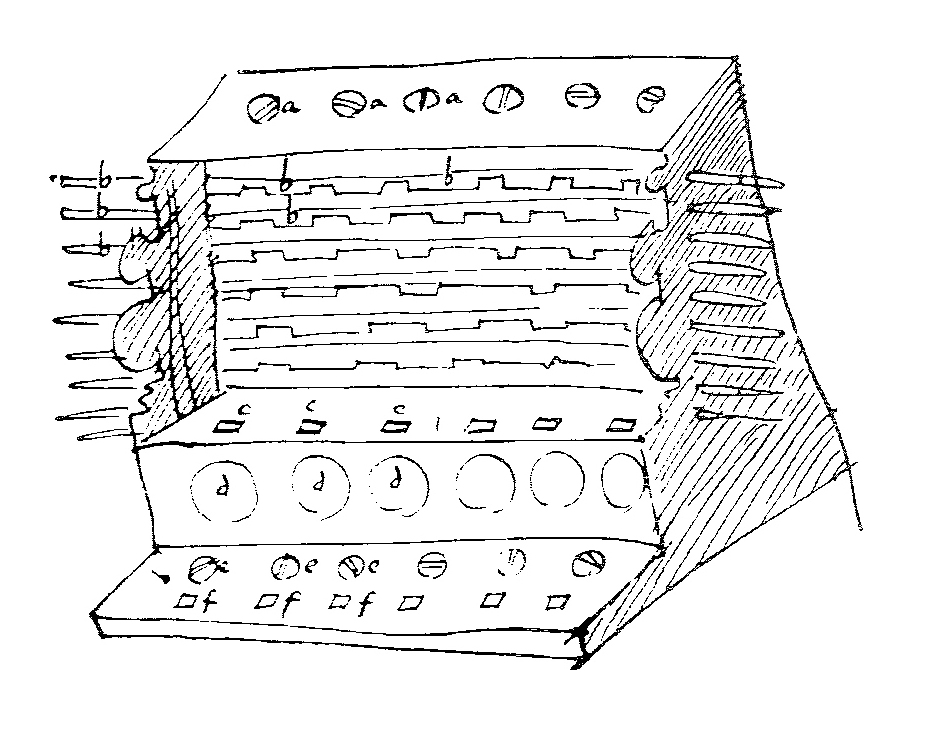
Eredeti rajz Schikardtól

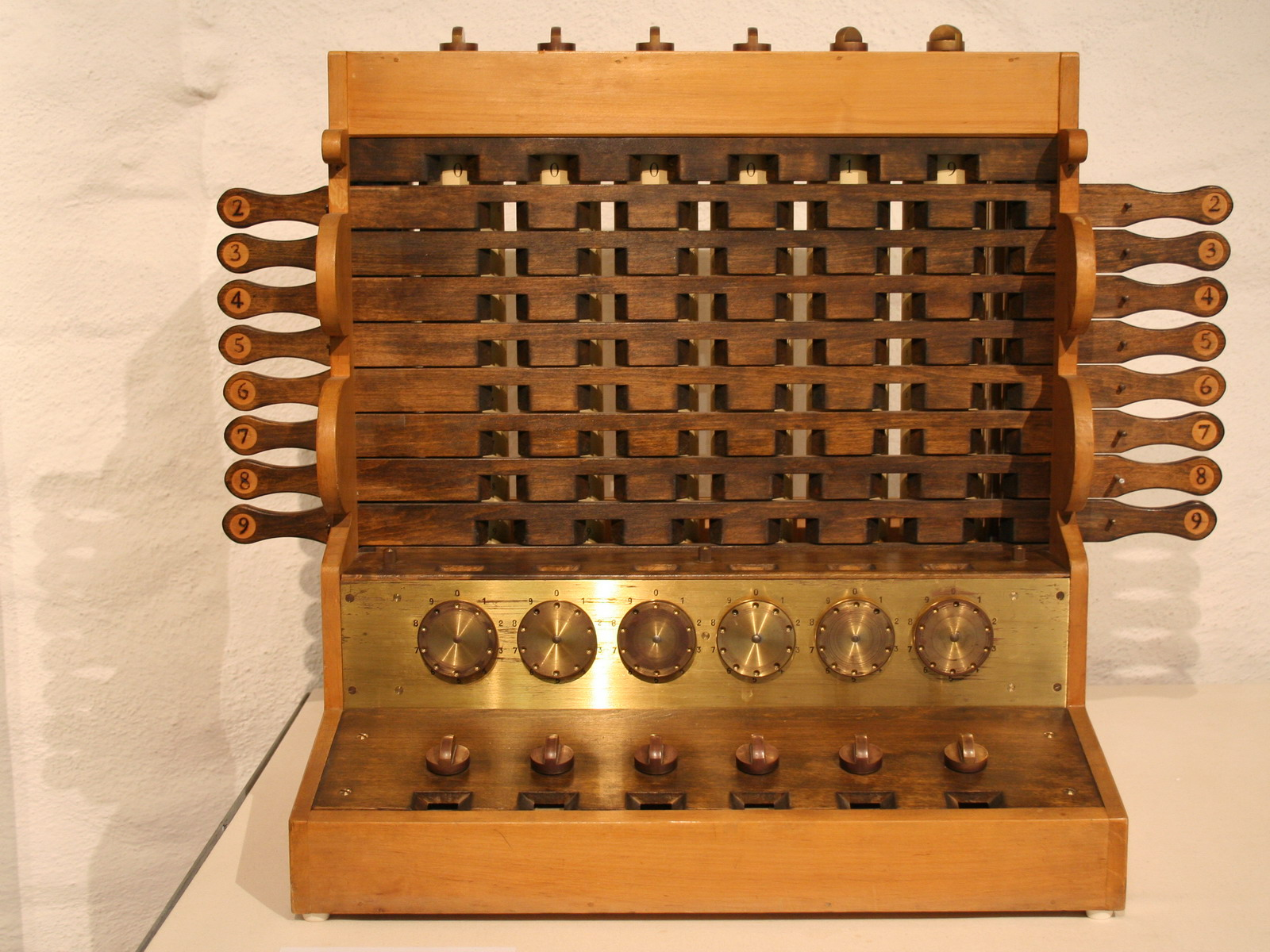
Schickard számológépének másolata

A Tübingeni Egyetem 1611-ben szerzett magiszteri fokozatot, majd teológiát tanult.
Johannes Kepler 1617-ben találkozott vele Nürtingenben.
1619-ben kinevezték a héber nyelv professzorává a tübingeni egyetemen. A tanítása mellett csillagászattal foglalkozott.
1623-ban Schickard építette az első automatikus számológépet, aminek a számoló óra nevet adta, hogy megkönnyítse a csillagászati számításokat.
1624-től württembergi utazásai során, mint a latin iskolák tanfelügyelője, elkezdte ismét felmérni az országot. 1631-től csillagászatot is tanított.
Az 1634-es nördlingeni csata után a császári csapatok Tübingent is elfoglalták, és velük elérte  a pestisjárvány a várost. Rövid idő alatt meghalt Schickardnak az anya, a felesége és a három lánya. 1635. október 23-án Schickard meghalt, egy nap múlva a fia.
Egy szomszéd több évig a pincéjében tartotta a hagyatékot, amíg Schickard testvérének, Lucasnak át nem tudta adni.

## Róla nevezték el
- A hold egyik becsapódási kráterét (1651, Riccioli)
- Egy iskola Tübingenben
- Egy egyetemi intézet Tübingenben
- Utcák Karlsruheben és Münsterben

## Művei
- Cometen Beschreibung, Handschrift, Nürtingen 1619 (WLB)
- Hebräisches Rad, 1621; Rota Hebræa, pro facilitate conjugandi pridem inventa, sculpta et explicata, Eberhard Welper, Straßburg 1630 (MDZ); Andreas Oehl, Leipzig, 1636 (Google Books, MDZ); 1659
- Horologium Hebræum, Dietrich Werlin, Tübingen 1623; Michael Wachsmann, Leipzig, 1625 (Google Books); 1626 (Google Books); Andreas Oehl, Leipzig 1633 (MDZ); 1636 (MDZ); Johann Georg Cotta, Tübingen, 1670 (MDZ); 1682 (Google Books)
- Astroscopium, Dietrich Werlin, Tübingen, 1623; Rudolph Kautt, Stuttgart 1646 (Google Books, ULB Sachsen-Anhalt); Friedrich Schultes, Nördlingen und Georg Wildeisen, Ulm 1655; 1659 (GDZ); Johann Herbort Kloß, Stuttgart und Leipzig, 1698 (Google Books, MDZ)
- בחינת הפירושים‎ Bechinath Happeruschim, Johann Alexander Cellius’ Witwe, Tübingen, 1624 (Google Books, dito, dito, MDZ)
- Liechtkugel, darinn auß Anleitung des newlich erschienen Wunderliechts, Johann Alexander Cellius’ Witwe, Tübingen, 1624 (SLUB)
- משפט המלך‎ Jus regium Hebræorum e tenebris rabbinicis erutum & luci donatum, Lazarus Zetzner, Straßburg, 1625 (Google Books, dito, dito, MDZ); Friedrich Lanckisch, Leipzig, 1674 (Google Books, MDZ)
- Der Hebraische Trächter, Tübingen, 1627; Der Hebraische Trichter, die Sprach leicht einzugiessen, Gottfried Gross, Leipzig, 1629 (UB Frankfurt/Main; namengebend für Harsdörffers Nürnberger Trichter)
- Tarich h. e. Series Regum Persiæ, Dietrich Werlin, Tübingen, 1628 (MDZ)
- Kurze Anweisung Wie Künstliche Landtafeln auß rechtem Grund zu machen, Stephan Michelspacher, 1629 (dilibri); Johann Georg Cotta, Tübingen, 1669 (Google Books, MDZ, dito, SLUB)
- Beschreibung deß Wunder Zaichens, Dietrich Werlin, Tübingen, 1630 (UB Tübingen, WDB)
- Anemographia seu discursus philosophicus de ventis, Tübingen, 1631
- Ephemeris Lunaris, 1631
- Grundtlicher Bericht Von den Zwo ROten Neben-Sonnen, Stephan Michelspacher, 1633 (UB Tübingen)
- Purim sive Bacchanalia Judæorum, Dietrich Werlin, Tübingen, 1634

### Levelek
- Epistolæ W. Schickarti & M. Berneggeri mutuæ, Josias Städel, Straßburg, 1673 (latinul; unter Streichung von Stellen, die Anstoß erregen konnten; Google Books, MDZ)
- Friedrich Seck (Hrsg.): Briefwechsel, 2 Bände (Band 1: 1616–1632, Band 2: 1633–1635), Frommann-Holzboog, Stuttgart-Bad Cannstatt, 2002, ISBN 3-7728-2162-6 (latinul-németül)

## Fordítás
- Ez a szócikk részben vagy egészben  a   Wilhelm Schickard című német Wikipédia-szócikk fordításán alapul.  Az eredeti cikk szerkesztőit annak laptörténete sorolja fel. Ez a jelzés csupán a megfogalmazás eredetét és a szerzői jogokat jelzi, nem szolgál a cikkben szereplő információk forrásmegjelöléseként.